# さいたま拘置支所
さいたま拘置支所（さいたまこうちししょ）は、埼玉県さいたま市浦和区高砂三丁目にある、法務省矯正局東京矯正管区所属川越少年刑務所管掌の刑事施設である。

## 組織
支所長以下、以下の組織を有する。
- 庶務課
- 医務課
- 処遇部門

## 所在地
- 〒330-0063 埼玉県さいたま市浦和区高砂三丁目16番58号[1]

（さいたま地方裁判所の裏手にある）

## アクセス
- 東日本旅客鉄道（JR東日本）各線「浦和駅」下車、西口より徒歩約11分。
- 東日本旅客鉄道（JR東日本）埼京線「中浦和駅」下車、徒歩約15分。
- 東日本旅客鉄道（JR東日本）各線「武蔵浦和駅」下車、東口より徒歩約17分。